# Auguste-Joseph Bernard
Ne doit pas être confondu avec Auguste Bernard.
Pour les articles homonymes, voir Bernard.
Auguste-Joseph Bernard, né le 24 juillet 1831 à Aubencheul-au-Bac (Nord) et décédé le 20 mai 1905 à Wattrelos (Nord), est un homme politique français.

## Biographie
Fabricant de sucre et conseiller général, il est élu en 1881 par 11 579 voix contre 7 711 à Boitelle. Il s'inscrit à l'Union républicaine, et vote avec la majorité opportuniste : pour les cabinets présidés par Gambetta et par Jules Ferry, pour l'expédition du Tonkin et pour le maintien du budget des cultes. 
Il ne se représente pas en 1885.

## Sources
- « Auguste-Joseph Bernard », dans Adolphe Robert et Gaston Cougny, Dictionnaire des parlementaires français, Edgar Bourloton, 1889-1891 [détail de l’édition]